# Vénda de sa Punta
La vénda de sa Punta és una vénda municipal de Formentera situada al nord-est de l'illa. Els límits d'aquesta àrea per tramuntana, gregal i llevant són amb la mar gran, per migjorn talla amb la carretera que va de sant Ferran a cala en Baster i per ponent, talla amb la carretera que va de sant Ferran a es Pujols. Parroquialment depèn de sant Ferran.

## Territori
Aquesta vénda té un total de 307 hectàrees i ocupa els territoris tradicionalment coneguts com sa Punta, referit al punt NE formenterer que es recull sota el nom de punta Prima. La punta Prima es troba documentada en cartes i portolans ja des del segle xvi essent un dels punts més importants de l'illa. Anterior a la creació de les parròquies a Formentera, fet succeït a la darreria del segle xviii, ja existia la vénda vicarial de punta Prima que englobava un territori molt més ampli que la vénda municipal actual o les tradicionals posteriors a 1850. El perímetre actual de la vénda no s'adscriu al perímetre tradicional d'aquesta comarca que englobava casaments i hisendes (la forma tradicional formenterera per referir-se a les cases aïllades, fora de nuclis urbans) pertanyents a l'actual vénda des Molí-s'Estany.
Pel que fa a l'orografia del terreny, la vénda de sa Punta es caracteritza per l'elevació de la seua meitat més oriental esdevenint així, després dels altiplans de la Mola i es Cap, el tercer punt més alt de l'illa arribant als 55 metres per damunt del nivell de la mar, juntament amb sa Mirada. Aquesta elevació és determinant a l'hora de definir la fesomia costanera de la vénda, formada per tall-serrats que oscil·len entre els 20 i 40 metres d'alçada amb alguns punts de costa escalonada. Així, l'interior de la vénda mostra un pendent lleuger alhora que constant cap al poble de sant Ferran, cap a la riba de l'estany des Flamencs i cap a la costa des Pujols, zona cap a la qual la línia de costa deixa d'estar formada per tall-serrats i passa a ser una costa baixa rocosa fins a arribar a la platja des Pujols, pertanyent ja a la vénda des Molí-s'Estany.
Així la vénda entra en contacte amb els nuclis urbans de sant Ferran, que limita amb quatre véndes: aquesta, es Molí-s'Estany, ses Roques i es pi des Català; i limita també amb es Pujols, tot i que bona part d'aquest nucli és des Molí-s'Estany als seus extrems. A l'interior de la vénda destaca la urbanització de punta Prima i a la resta del territori hi ha hisendes aïllades damunt sòl rústic. Aquesta vénda és la que s'ha vist més alterada pel que fa a la seua fesomia per l'esclat del turisme quedant més enrere la imatge de la Formentera tradicional. Alguns testimonis d'aquest canvi d'ús social i econòmic del territori són les àrees anomenades s'Abeuradeta i el camp des Batle, que han canviat el seu ús agrícola per encabir-hi negocis relacionats amb el desenvolupament turístic ja siga en el sector serveis com en el d'allotjaments turístics.
Altres zones altament construïdes de la vénda han sét cala en Baster que ha patit una construcció agressiva des dels anys '70 del segle XX de tal manera que l'any 2008 es coneixia a aquesta àrea residencial amb el nom del Poble Suís. Les altres zones amb una construcció més densa són es Quintalar i l'àrea rodalies de la urbanització de punta Prima.
Així i tot actualment l'àrea costanera ha estat declarada AANP (Àrea d'Alt Nivell de Protecció) i les costes septentrionals de la vénda entren dins del perímetre del parc natural de ses Salines. La vegetació interior està formada sobretot per pinars.

## Història

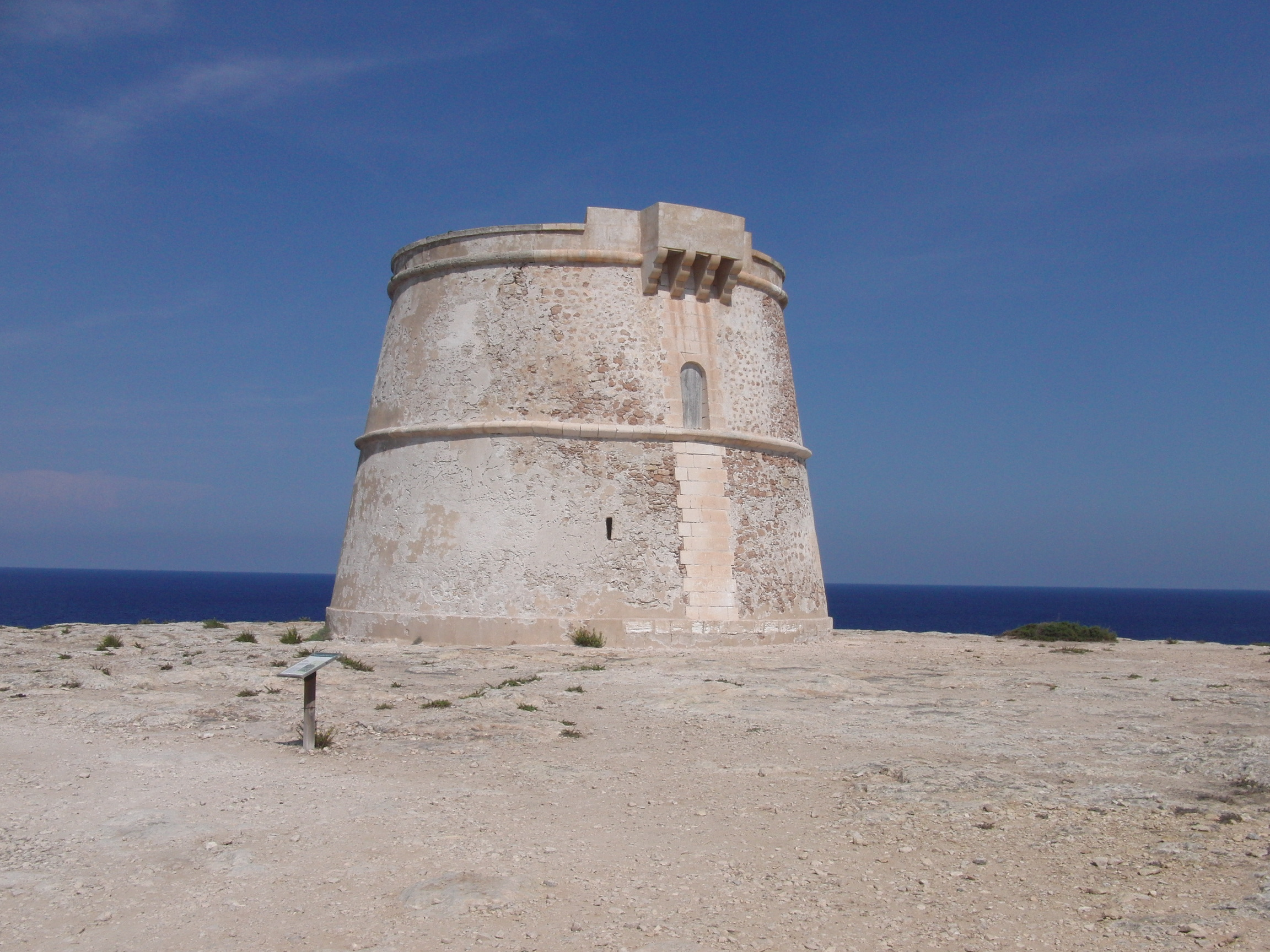
Torre de sa punta Prima, restaurada.

Històricament aquesta zona ha estat poblada ja des de la prehistòria tal com ho evidencien els tres jaciments que hi ha catalogats a prop de punta Prima. Entre ells cal destacar-ne un que popularment és anomenat sa Muradeta on encara són evidents a ull humà les restes d'un antic mur que protegia algunes coves del tall-serrat de l'interior de l'illa.
Aquest tipus de murades es troben en repetides ocasions arreu de l'illa de Formentera i mostren com els diversos assentaments no eren un sol poble o clan sinó que el fet de protegir-se les unes de les altres evidencia que hi havia disputes entre aquestes.
Pel que fa als temps moderns, la construcció més emblemàtica del segle xviii formenterer és la torre de vigilància de punta Prima que es construí paral·lelament al període en què aquesta zona, que quedava fora de les Gràcies Reials dels pobladors Marc Ferrer i Antoni Blanc, anava poblant-se per nous habitadors provinents d'Eivissa, moltes famílies, les quals, encara resideixen en aquesta zona essent motius habituals els Bartomeu, Guasch; Teuet, Mayans; Juan Cocó i Coix, etc. Alguns motius han desaparegut a finals del segle XX i primers del XXI però la majoria encara són presents.